# 군소
군소는 연체동물 복족강 군소목 군소과의 연체동물이다. 이 종은 일본과 대만, 대한민국의 얕은 연안에서 발견된다.

## 특징
해조류를 먹고 사는 초식 동물, 봄∼여름에 걸쳐서 대한민국 전 연안에 걸쳐 흔히 발견된다.
군소는 복족류에 속하지만 단단한 껍질이 없는 해양 생물로, 민달팽이나 갯민숭달팽이와 비슷한 형태를 가지고 있다. 이 생물은 지역에 따라 다양한 이름으로 불리는데, 경상도에서는 '군수', 전라도에서는 '굴멩이', 제주에서는 '물토새기'라고도 불린다. 몸이 불룩하고 물렁물렁하다. 몸 양쪽에는 날개모양의 근육이 있고 몸 뒤쪽으로 갈수록 약간 갈라져 있다. 머리에는 촉각과 후각을 느낄 수 있는 더듬이가 있고, 몸의 양 측면에는 날개 모양의 근육이 있다. 몸 색깔은 주로 흑갈색 바탕에 회백색 얼룩이지만 살아가는 주변 색깔에 따라 차이가 심하다. 다 자라면 몸 길이는 20-30cm에 달하며 산란 직전 몸무게는 약 500g정도이다.
영어로는 'Sea hare', 즉 '바다의 산토끼'로 불린다. 이는 군소의 머리에 있는 더듬이가 토끼의 귀처럼 보이기 때문에 붙여진 이름이다. 이 더듬이는 촉각과 후각을 감지할 수 있어, 어떤 각도에서 보면 실제로 토끼처럼 보이기도 한다. 이러한 특징 때문에 어촌에서는 군소가 바다에서 토끼처럼 살게 되었다는 전설이 전해지기도 한다.
한국에서 군소에는 여러 종이 존재하는데, 대표적으로 군소(Aplysia kurodai), 말군소(Aplysia juliana), 검은테군소(Aplysia japonica), 안경무늬군소(Aplysia oculifera), 큰안경무늬군소(Aplysia argus) 등이 있다. 
주로 바위나 암초 지역에서 천천히 기어다니며 해초류를 뜯어먹으며 살아간다. 일부 군소는 오스트레일리아 남서부 해안에서 서식하는 대왕군소(Aplysia gigantea), 대서양과 지중해에 서식하는 잿빛군소(Aplysia fasciata) 등의 일부종은 등에 있는 돌기가 지느러미처럼 크고 넓게 발달되어 헤엄치는 것이 가능하다. 
군소는 자웅동체로, 한 개체에 암수 양쪽 성별이 모두 존재한다. 물속에서 짝짓기를 하고, 여러 마리가 연쇄교미를 하며 1년에 걸쳐 번식활동을 한다. 해조류가 많은 바위나 자갈에 오렌지색의 끈을 뭉쳐 놓은 것 같은 알을 낳으며 한 마리가 한 달 동안 약 1억 개의 알을 낳는다. 동해의 경우 수온의 차이 때문에 조금 늦게 7-8월에 산란하기도 한다. 바위나 암초지역을 천천히 기어 다니며 살아가고, 먹이는 녹조류, 홍조류, 갈조류 등이며, 특히 파래류를 좋아한다. 그러나 군소의 알은 게나 불가사리를 비롯한 많은 해양생물들에게 대량으로 먹히는데, 이는 군소의 개체 수가 과도하게 늘어나는 것을 방지하는 역할을 한다.
군소는 위협을 받으면 보라색의 독성 먹물을 뿜어내기도 한다. 서양에서는 이 색소를 염료로 사용하여 보라색 옷을 염색하기도 했다. 그러나 우리나라에서는 군소를 염색에 사용하기보다는, 그 자체로 생태계에서 중요한 역할을 하는 생물로 여겨진다.
가장 큰 군소는 검은군소(Aplysia vaccaria)로, 최대 체장 99cm, 무게 14kg까지 자랄 수 있다. 이 종은 미국 캘리포니아와 멕시코 바하칼리포르니아의 동태평양 연안에서 서식하며, 참고로 군소(Aplysia) 범주를 넘어 이 종은 껍질이 없는 복족강 연체동물, 즉 민달팽이라고 부를 수 있는 종 중에서 제일 크다.

## 요리
향이 독특하여 특히 남해안 바닷가 사람들이 즐겨 먹는 음식이다. 배를 갈라 내장과 색소를 빼내고 물에 삶아 주로 초장을 곁들여 먹는다. 경상도 해안 지방에서는 제사상에도 올린다. 중국에서는 상처나 염증의 치료제로도 사용한다.
내장과 먹물주머니를 빼고 푹 찌거나 삶으면 먹을 수 있다. 하지만 그다지 인기있는 식재료는 아니며 유명한 식재료도 아니다.
국내에서 군소의 인지도가 올라간 건 삼시세끼 어촌편에서 자주 등장해서 이를 통해 알게 된 사람들도 많다. 유해진이 방파제 주변에서 통발을 던졌다 하면 꼭 잡히는 어벙한 해산물이 군소였기 때문에 이 프로그램을 자주 보던 시청자들에게는 인지도가 높은 편. 다만 요리담당 차승원도 어지간히 먹을 게 없는 날이 아니면 군소를 굳이 요리하지는 않았다. 
하지만 그걸 감안하더라도 호불호가 많이 갈릴 식재료이긴 하다. 우선 바다 부산물과 해조류를 먹고 살기 때문에 특유의 비린내가 살결에 배어 있다. 게다가 물에 한 번 삶은 후인데도 식감이 꼭 질겅질겅한 스펀지를 씹는 것 같다는 평이다. 하지만 비린내에 민감하지 않거나 그걸 오히려 즐기는 사람이라면 비린내는 문제가 되지 않고, 특유의 식감도 쫀득하다고 느끼는 부류가 있어 사람에 따라 케바케다.
이런 악명으로 잘 알려진 군소지만 몇몇 지방에서는 군소를 요리해서 먹기도 한다. 즐겨먹는 사람들의 말에 따르면, 문어보다 쫄깃한 식감이 맛있다고 한다. 하지만 대부분의 사람들은 입맛에 안 맞는 듯하다. 수산시장에 가면 군소를 취급하는 곳이 드물며, 특히나 젊은 사람들은 군소가 입에 아예 맞지 않거나 냄새만 맡아도 구역질을 하는 경우도 있다고 한다.
자극했을 때 군청색, 보라색 색소를 내뿜는 군소가 식용이다. 반면 묽은 흰 색소를 내뿜는 군소는 못 먹는다. 무늬 색깔이 황금색에 가까울수록 더욱 맛있다고 한다.
내장과 알에는 인간에게 독성인 '디아실헥사디실글리세롤'과 '아플리시아닌'이라는 성분이 있다. 디아실헥사디실글리세롤은 군소 알의 지방 성분으로 섭취 시 구토와 설사를 유발한다고 알려졌으며, 아플리시아닌은 알과 내장에 있는 성분으로 촉매 반응의 결과로 과산화수소가 생성되어 세포 손상을 일으킨다고 한다. 이 성분들은 가열해도 남기 때문에 요리하기 전에 반드시 내장과 알을 완전히 빼야 한다.
내장과 알을 잘 제거하더라도 알레르기 체질인 경우 드물게 급성 알레르기 반응과 혈관 부종이 나타날 수 있다고 한다. 

## 기타
신경망이 단순하고 신경세포가 매우 커서 신경 회로에 관한 연구에 많이 쓰인다. 미국 컬럼비아 대학의 에릭 캔덜(Eric R. Kendel) 교수는 군소(Aplysia)를 사용하여 학습과 기억의 메카니즘을 밝혀 지난 2000년에 노벨생리학·의학상을 수상하였다.